# Torymoides nikolskayae
Torymoides nikolskayae är en stekelart som först beskrevs av Zerova och Seregina 1993.  Torymoides nikolskayae ingår i släktet Torymoides och familjen gallglanssteklar. Inga underarter finns listade i Catalogue of Life.